# كريم بيتينا
كريم بتينا هو لاعب رياضي جزائري بارالمبي، يتنافس بشكل أساسي في مسابقات دفع الجلة من الفئة F32 ورمي النوادي.
كريم هو بطل بارالمبي مرتين في دفع الجلة فئة F32، و احرز الميدالية الذهبية في كل من أثينا، اليونان في الألعاب البارالمبية الصيفية 2004، وفي بكين، الصين في دورة الألعاب البارالمبية الصيفية 2008. كما احرز الميدالية البرونزية في رمي النادي في فئة F32/51 في عام 2004.

## روابط خارجية
- كريم بيتينا في اللجنة البارالمبية الدولية